# Messier 98
Messier 98 (również M98, NGC 4192, PGC 39028 lub UGC 7231) – galaktyka spiralna znajdująca się w gwiazdozbiorze Warkocza Bereniki. Należy do galaktyk z aktywnym jądrem typu LINER.
Odkrył ją 15 marca 1781 Pierre Méchain wraz z sąsiednimi M99 i M100. Charles Messier zmierzył ich pozycję i dodał do swojego katalogu 13 kwietnia 1781 roku, zaraz przed ukończeniem jego trzeciej, opublikowanej edycji. Wspomina on, że jest najsłabszą spośród nich.
M98 znajduje się w odległości około 60 mln lat świetlnych od Ziemi i zbliża się z prędkością około 125 km/s. Galaktyka należy do Gromady w Pannie.